# 막스 빌

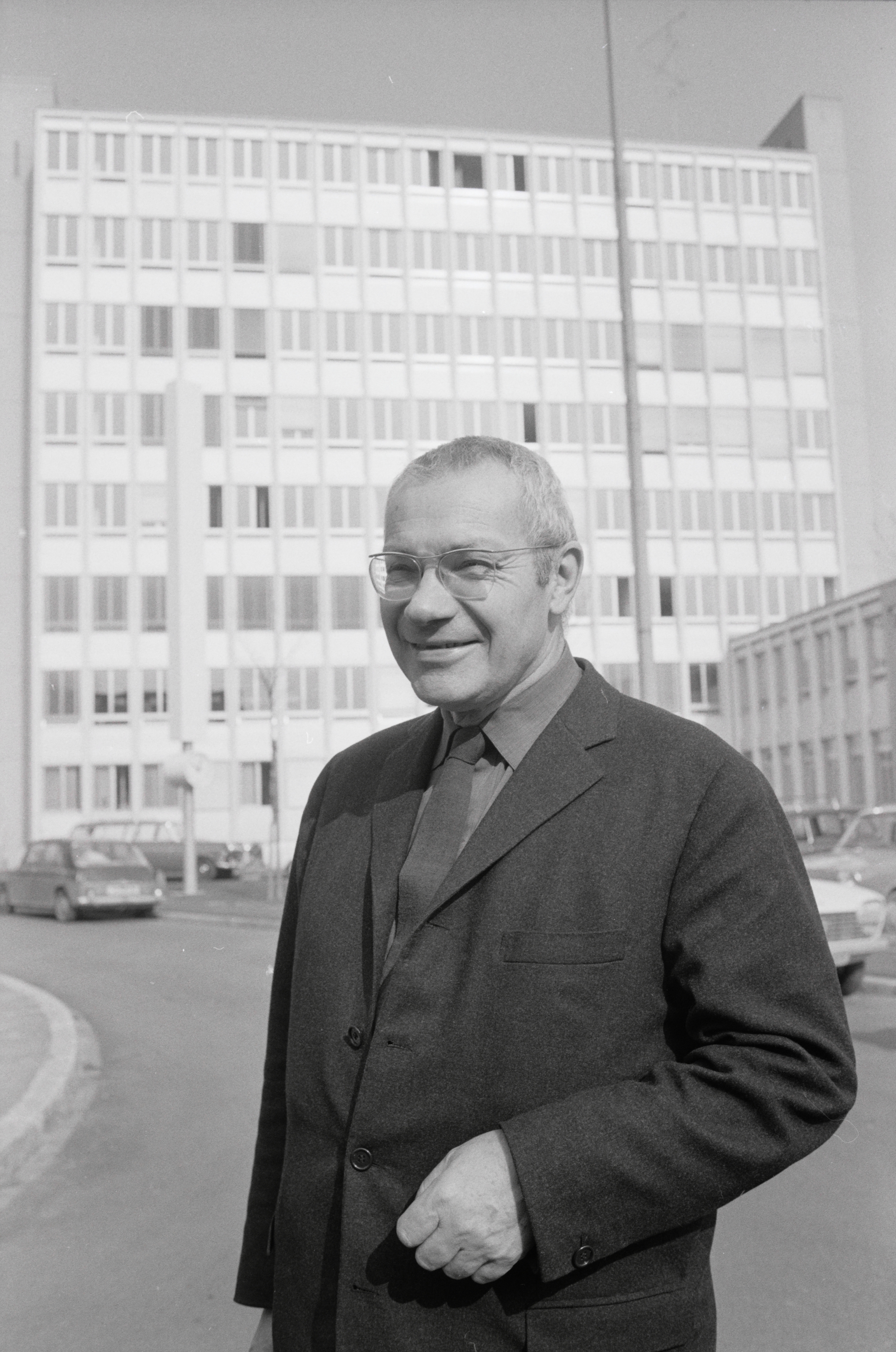
1970년

막스 빌(Max Bill, 1908년 12월 22일 ~ 1994년 12월 9일)은 스위스의 건축가, 예술가, 화가, 디자이너이다.
그는 스위스의 윈터투르에서 출생하였다. 취리히의 공예학교를 졸업하고 1927년부터 1929년까지 데사우의 바우하우스에서 수업하였다. 그는 건축을 중추로 여러 예술을 통합하려던 바우하우스의 이념을 독자적으로, 가장 전형적으로 구현해서 활약한 예술가였으며 1930년에 건축가가 되어 귀국하고부터 회화·조각·디자인 등 매우 폭넓고 다채롭게 활약하였다.
칸딘스키와 몬드리안에게서 많은 영향을 받았으며 이 두 선배에 관해서는 가끔 예술론적인 저술까지도 발표하였다. 그가 가장 큰 관심을 가지고 있었던 점은 금속에 의한 다이내믹한 공간구성인데 1935년부터 1953년에 이르는 동안 무한한 다이너미즘을 테마로 하는 일련의 제작을 하였다. 그의 4차원적인 추구는 디자인 분야에도 시사한 바가 크다.

## 갤러리
- Ulmer Hocker (Ulmer Stool) (1954)
- Part of the work Familie von fünf halben Kugeln (Family of Five Half Balls) (1966) in Karlsruhe
- Säule mit 3-6-eckigen Querschnitten (Column with 3-6 angular cross sections) (1966) in Marl
- Pavillon-Skulptur (Pavilion Sculpture) (1983) in Zürich
- Bildsäulen-Dreiergruppe (Picture column tripartite group) (1989) in Stuttgart
- Einstein Denkmal (Einstein Monument) (1982) in Ulm
- Endlose Treppe (Endless Stairs) (1991) in Ludwigshafen